# HMS Vivacious (D36)
«Вівейшос» (англ. HMS Vivacious (D36) — військовий корабель, ескадрений міноносець «Адміралті» типу «V» Королівського військово-морського флоту Великої Британії за часів Першої та Другої світових війн.
«Вівейшос» був закладений 3 листопада 1916 року на верфі компанії Yarrow & Company у Глазго. 13 листопада 1917 року він був спущений на воду, а 29 грудня 1917 року увійшов до складу Королівських ВМС Великої Британії.
Корабель брав участь у бойових діях на морі в Першій та Другій світових війнах. У роки Другої світової переважно бився в Атлантиці, біля берегів Франції, Англії та Норвегії, супроводжував арктичні конвої. За проявлену мужність та стійкість у боях відзначений сьома бойовими нагородами.

## Історія служби
«Вівейшос» прибув на службу в останні місяці Першої світової війни. У 1919 році брав участь у британській кампанії в Балтійському морі проти більшовицьких сил під час Громадянської війни в Росії.
31 травня 1919 року есмінець разом з крейсерами «Клеопатра», «Драгон», «Галатея», есмінцями «Воллес», «Вояджер», «Райнек», «Версатайл», «Ванесса», «Волкер» та двома підводними човнами, патрулювали поблизу острову Сескар, коли з'явилися більшовицький есмінець та броненосець і два інших невеликі кораблі, що намагалися прорватися крізь мінне поле. В результаті вогневого бою «Волкер» уразив ворожий ескадрений міноносець, більшовицький броненосець вів важкий вогонь по британських кораблях. Здійснивши два залпи російські кораблі відступили на схід.
Пізніше корабель служив в Атлантичному та Середземноморському флотах Королівського ВМФ, поки у середині 1930-х років не був знятий з експлуатації та переведений до резерву у Росайті, Шотландія.

### Друга світова війна
У серпні 1939 року «Вівейшос» був повторно введений до строю і з резервним екіпажем брав участь в огляді резервного флоту королем Георгом VI у Веймуті. У вересні 1939 року, після вступу Великої Британії у Другу світову війну, корабель увійшов до 17-ї флотилії есмінців у Плімуті. Основною функцією флотилії було супроводження конвоїв та патрулювання навколишніх воду в Ла-Манші та Південно-Західних підходах. «Вівейшос» разом з «Ванесса», «Вейкфул» та «Ванквішер» виконували завдання з супроводу конвою GC з річки Клайд.
12 квітня 1940 року «Вівейшос» з есмінцями «Броук» і «Веріті» супроводжував конвой HG 25, що прямував з Гібралтару до Ліверпуля, щоб посилити його супровід, який складався тільки з шлюпів «Байдфорд» і «Фовей». Після прибуття до Ліверпуля 15 квітня 1940 року «Вівейшос» залишився там.
12 травня 1940 року, коли німецькі війська окупували Нідерланди, «Вівейшос» з есмінцем «Венеціа» забезпечували охорону есмінця «Кодрінгтон», який перевозив голландську королівську сім'ю з Хук-ван-Голланд в еміграцію до Сполученого Королівства.
26 травня 1940 року есмінець залучався до угруповання британського флоту, яке проводило операцію «Динамо», евакуацію військ союзників з Дюнкерка. Того дня він вирушив з Дувра разом з легким крейсером «Калькутта» та есмінцями «Галант», «Грейхаунд», «Гріфін», «Імпалсів», «Сейбр» і «Вейкфул». Наступного дня «Вівейшос» почав патрулювання, щоб захистити плацдарм для евакуації від атак німецької авіації та торпедних катерів (S-катери, відомі союзникам як «Е-човни»). 28 травня 1940 року він здійснив два переходи з Дюнкерка до Дувра, евакуювавши 326 осіб на першому та 359 на другому заході, а 30 травня 1940 року «Вівейшос» перевіз з Дюнкерка до Дувра ще 537 чоловіків. 31 травня 1940 року німецькі гаубиці на берегу обстріляли його, коли корабель стояв біля Бре-Дюн, Франція, спричинивши втрату 15 членів екіпажу.
1 червня 1940 року «Вівейшос» вивіз з Дюнкерка до Дувра ще 427 осіб. 3 червня 1940 року він також брав участь в операції «ОК», під час якої були затоплені блокшипи, щоб заблокувати гавань у Дюнкерку; британський корабель узяв на борт екіпажі затонулих кораблів і доставив їх до Дувра. Одним із тих, кого врятували з Дюнкерка, був преподобний Іван Ніл, який пізніше стане генерал-капеланом.
3 лютого 1942 року «Вівейшос» разом з шістьма есмінцями прибув на посилення Дуврського командування, в очікуванні ймовірного за даними розвідки прориву німецьких лінкорів «Шарнгорст» та «Гнейзенау» і важкого крейсера «Принц Ойген» з окупованого Бреста до німецьких військово-морських баз. Вночі з 11 на 12 лютого капітальні кораблі Крігсмаріне потай вийшли з французького порту Брест та, не будучи виявленими британцями через технічні проблеми із засобами радіотехнічної розвідки, вирушили до Німеччини. «Вівейшос» разом з «Волпоул», «Маккей», «Кемпбелл», «Вустер» та «Вітшед» перебували на тренуванні в Гаріджі, коли отримали наказ перехопити німецькі кораблі біля гирла річки Шельда. «Волпол» через технічні негаразди повернув назад, решта о 15:42 вийшла на ворожі кораблі. Британські есмінці провели з відстані 2 200 — 3 700 метрів торпедну атаку, але жодна торпеда не влучила в ціль, натомість «Вустер» дістав серйозних пошкоджень від вогню німецької корабельної артилерії.
Після прориву німецьких кораблів з Бреста «Вівейшос» повернувся до своїх звичайних обов'язків, діючи у Північному морі. 31 серпня 1942 року зіткнувся з есмінцем «Веспер». У січні 1943 року «Вівейшос» відрядили з групою інших кораблів Домашнього Флоту на супроводження й ескортування арктичних конвоїв, які прямували до Радянського Союзу та з нього. 5 лютого 1943 року він та ескортні есмінці типу «Хант» «Бланкні» і «Міддлтон» забезпечували ближній супровід конвою RA 52 під час останнього етапу його переходу з Радянського Союзу. У березні 1943 року він приєднався до ескортних есмінців «Мейнелл» і «Пітчлі» для супроводу конвою RA 53. У квітні 1943 року корабель повернувся до 21-ї флотилії есмінців і виконував свої обов'язки в Північному морі.